# Barroca (Fundão)
Barroca ist eine Gemeinde (Freguesia) im portugiesischen Kreis (Concelho) von Fundão. In ihr leben 378 Einwohner (Stand 19. April 2021).

## Geografie
Der Ort liegt 29 km westlich der Kreisstadt Fundão, und etwa 60 km nordwestlich der Distrikthauptstadt Castelo Branco.

## Geschichte
Zur Zeit der arabischen Besatzung war der Ort als Borca (dt. etwa: steiniges, unbebautes Land) bekannt. Es bildete mit Bodelhão (1928 in Aldeia de São Francisco de Assis umbenannt) die Gemeinde Barroca-Bodelhão. 1895 wurde Bodelhão der Gemeinde Ourondo zugeordnet, und Barroca verblieb als eigenständige Gemeinde, der zeitgleich der Ort Alqueidão angegliedert wurde, der zuvor zu Dornelas do Zêzere gehörte.

## Kultur und Sehenswürdigkeiten
Der Ort gehört zur Route der traditionellen Schiefer-Dörfer der Region, den Aldeias do Xisto. Im denkmalgeschützten Edifício Senhorial da Família Fabião (dt.: Herrschaftliches Gebäude der Familie Fabião), das auch einfach Casa Grande (dt.: Großhaus) genannte Herrenhaus aus dem 18. Jahrhundert, ist zudem der öffentlich zugängliche Hauptsitz des Projektes der Schieferdörfer, mit einem Ladenlokal und öffentlichen Informations- und Ausstellungsräumen.
Eine Reihe Sakralbauten der Gemeinde steht unter Denkmalschutz, neben verschiedenen Kapellen insbesondere die Gemeindekirche Igreja Paroquial de Barroca (auch Igreja de São Sebastião) aus dem 19. Jahrhundert.

## Verwaltung
Die Gemeinde besteht aus folgenden Ortschaften:
- Barroca
- S. Martinho
- Alqueidão

## Söhne und Töchter
- Lia Gama (* 1944), Schauspielerin